# Malayepipona furva
Malayepipona furva (лат.) — вид одиночных ос рода Malayepipona (Eumeninae).

## Распространение
Ориентальная область, в том числе, Вьетнам (Tam Dao, Vinh Phuc).

## Описание
Мелкие осы (длина около 1 см). Основная окраска чёрная с желтовато-оранжевыми отметинами. Следующие части оранжево-жёлтые: узкая полоса по внутреннему краю глаза, идущая от нижнего лба до половины глазного синуса, узкая и короткая полоса у постеродорсального края переднеспинки, претегулярные кили, апикальные полосы на I и II тергитах, пятна на латеральном апикальном крае II стернита. Вальвулы тёмно-коричневые. Ноги чёрные, кроме тёмно-коричневых пятен на вершинном крае всех бёдер. Этот вид можно отличить от всех других известных видов рода Malayepipona тем, что наличник с апикальным краем глубоко выемчатый медиально, образуя острый треугольный зубец на каждой боковой стороне, ширина выемки большая, более 1/3 ширины наличника между ним и внутренними краями глаза; жвалы с выступающими зубцами, вторым и третьим зубцами трапециевидной формы; первый тергит при виде сверху менее чем вдвое шире, чем у Malayepipona malickyi, его передняя вертикальная поверхность более выпуклая. Нижнечелюстные щупики 6-члениковые, а нижнегубные состоят из 4 сегментов (формула 6,4).

## Таксономия
Таксон Malayepipona furva был впервые описан в 2013 году вьетнамским гименоптерологом Lien Thi Phuong Nguyen (Institute of Ecology and Biological Resources, Вьетнамская академия наук и технологий, Ханой, Вьетнам) и американским коллегой Джеймсом Карпентером (Американский музей естественной истории, США), а валидный статус подтверждён в ходе ревизии, проведённой в 2021 году китайскими энтомологами Yue Bai, Bin Chen, Ting-Jing Li (Chongqing Normal University, Чунцин, Китай).